# Hipposideros sorenseni
Hipposideros sorenseni (Kitchener & Maryanto, 1993) è un pipistrello della famiglia degli Ipposideridi endemico dell'isola di Giava.

## Descrizione

### Dimensioni
Pipistrello di medie dimensioni, con la lunghezza della testa e del corpo tra 50,16 e 60 mm, la lunghezza dell'avambraccio tra 55,41 e 60,22 mm, la lunghezza della coda tra 30,7 e 36,2 mm, la lunghezza delle orecchie tra 20,16 e 22,78 mm.

### Aspetto
Le parti dorsali sono fulve o rossastre con la base dei peli color crema, mentre le parti ventrali sono grigiastre. Le orecchie sono grandi, larghe, triangolari e con una concavità sul bordo posteriore appena sotto la punta. La foglia nasale presenta una porzione anteriore con un piccolo incavo centrale alla base e tre fogliette supplementari sui lati, un setto nasale leggermente rigonfio e con delle pieghe intorno alle narici ben sviluppate, una porzione posteriore di dimensioni moderate, con il margine superiore semicircolare e tre setti che la dividono in quattro celle. Una sacca frontale è presente in entrambi i sessi. Le membrane alari sono bruno-nerastre. La coda è lunga e si estende leggermente oltre l'ampio uropatagio.

## Biologia

### Comportamento
Si rifugia in grandi colonie all'interno di grotte calcaree.

### Alimentazione
Si nutre di insetti.

## Distribuzione e habitat
Questa specie è conosciuta soltanto in una località della parte centro-occidentale di Giava.
Vive nelle risaie e piantagioni fino a 1.000 metri di altitudine.

## Conservazione
La IUCN Red List, considerato che è presente soltanto in una località dove è abbondante e protetto, classifica H.sorenseni come specie vulnerabile (VU).